# نفائس الفنون فی عرائس العیون
نفائس الفنون فی عرایس العیون از آثار علمی فاخر قرن هشتم هجری به زبان فارسی است.

## نویسنده
نویسنده اثر شمس الدین محمد بن محمود آملی از دانشمندان شیعه در قرن هشتم و در طبقه شاگردان علامه حلی قرار دارد.

## ساختار اثر
در این کتاب ۱۵۰ علم منقول و معقول ترتیب داده شده و نویسنده آن را برای دانشجویان و طلاب حوزه‌های علمیه نوشته است. (هر چند در عمل موفق به نگارش ۱۳۰ علم شده‌است).

## محتوای اثر
این اثر یک دائرةالمعارف علوم در سه جلد می‌باشد و شبیه مفاتیح العلوم خوارزمی و دره فاخره قزوینی است و سال تألیف آن در حدود ۷۴۰ ق بوده‌است.

## فصل‌های مقالت چهارم از قسم دوم
مقاله چهارم از قسم دوم از کتاب نفایس الفنون فی عرایس العیون در فروع طبیعی مشتمل بر ده فن
- فن اول در علم طب

باب اول در قسم نظری مشتمل بر پنج فصل
فصل اول در معرفت ارکان و امزجه و اخلاط و قوی
فصل دویم در تشریح اعضاء
فصل سیم در امراض و اسباب و اعراض
فصل چهارم در علامات و دلایل
فصل پنجم در معرفت اشیاء مستعمله از اغذیه و اشربه و ادویه و غیر آن، از حبوب:
باب دوّم در قسم عملی مشتمل بر دو فصل
فصل اوّل در حفظ صحّت بدن
فصل دویم در معالجات
- فن دوم از این مقاله در علم کیمیا

فصل اول در بیان امکان وقوع
فصل دوم در اشارت به اصل حجر و تسمیه او در کیمیا و اکسیر و صنعت
فصل سیّم در کیفیت تبییض و تصفیر
فصل چهارم در تعقید و تحلیل و تکلیس
فصل پنجم در تدبیرات چیزهائیکه در این صنعت بدان محتاج‌اند و آن را بکار دارند
فصل ششم در بیان ساختن سیم
فصل هفتم در ساختن زر
فصل هشتم در ساختن لالی
فصل نهم در ساختن مشک و عنبر
فصل دهم در اشارات بعضی از اصطلاحات ارباب این صناعت
- فن پنجم از مقاله چهارم از قسم دویم از کتاب نفایس الفنون فی عرایس العیون علم فراست

باب اول در یافتن اخلاق مردم بسبب چگونگی صورت و رنک و شکل و عضوهای ظاهری
باب دویم در ترجیح بعضی از این علامات بر بعضی
- فن ششم از مقاله چهارم علم احکام نجوم است.

فصل اول در بیان تأثیر کواکب
فصل دوم در آنکه سیارات در تأثیر قوی‌تر بود یا ثوابت
فصل سیم در شبهاتیکه بر تأثیر کواکب و بطلان احکام نجومی ایراد کرده‌اند با جواب آن
فصل چهارم در بیان صفات کواکب سیاره و دلالت ایشان
فصل پنجم در بیان دلالات بروج
فن هفتم از مقاله چهارم علم خواص
باب اول در خواص حیوانات چهار پا
باب دویم در طیور
باب سیم در خواص حیوانات بحری
باب چهارم در خواص جواهر در احجار
- فن هشتم از مقاله چهارم علم حرف الطبیعه که آن شعب و اقسام بسیار دارد و بحقیقت بیشترین صنعتها باو راجع و لیکن ما از آنجمله شش نوع در شش فصل ایراد کنیم

فصل اول در بیطره که آن را طب الدواب خوانند
فصل دویم در احوال مرغان شکاری
فصل سیم در قلع آثار جامه سفید بهر چه بیالاید
فصل چهارم در فلاحت
فصل پنجم در اکتاف
فصل ششم در اختلاج اعضا

## چاپ اثر
این کتاب بارها چاپ شده و بهترین چاپ آن را انتشارات اسلامیه تهران با مقدمه علامه شعرانی در ۳ جلد به سال ۱۳۸۱ منتشر کرده‌است.

## کشاورزی
این دانشنامه یکی از منابع متون کهن فارسی دربارهٔ کشاورزی است. بخشی از آن را نقل می‌کنیم:
«و در معرفت زمین وجوه بسیار گفته‌اند از آنجمله آنکه اگر خواهند بدانند زمین نیک است یا بد، چاهی بمقدار دو گز فرو برند و قدری گل از آن در آب اندازند زیرا که باد شمال بواسطه برودت روی زمین را سخت کند و نگذارد که تخم در زمین بروید و پرورش یابد و در نیمه اول ماه پیش بعضی بهتر باشد و اگر زمین دخل کم دهد سرگین مرغان با تخم آمیخته کنند و بیفشانند سبب قوت و زیادتی دخل شود خاصه سرگین کبوتر اما اگر تخم خشک باشد و زمین نمناک نباشد سرگین کبوتر نشاید انداختن چه از غایت حرارت تخم را سوزاند لیکن اگر نمناک بود نیک باشد و اگر خواهند که علفها که در میان غله برآید پاک کنند گفته‌اند اگر بوقت طلوع سنبله یا جدی یا دلو ببرند دیگر بر نیاید و اما باید که ماه در محاق باشد.»